# Fire Emblem (jogo eletrônico)
Fire Emblem, chamado no Japão de Fire Emblem: Rekka no Ken (ファイアーエムブレム 烈火の剣, Faiā Emuburemu: Rekka no Ken), é um RPG eletrônico de estratégia desenvolvido pela Intelligent Systems e publicado pela Nintendo para o Game Boy Advance. Parte da série Fire Emblem, é o segundo dessa lançado para a plataforma e o primeiro a ser localizado para o Ocidente. Foi lançado em 2003 no Japão e na América do Norte e 2004 na Europa.
Ambientado no continente de Elibe, segue a história de Lyn, Eliwood e Hector, três jovens lordes que aventuram-se na procura do pai de Eliwood e, posteriormente, para impedir uma conspiração que a ameaça a estabilidade de Elibe. Na jogabilidade, o sistema de batalhas, condizente com os padrões da série, realiza-se num mapa quadriculado no formato de tabuleiro. As unidades possuem classes diferentes que alteram suas habilidades e ficam permanentemente mortos se derrotados em batalha.

## Jogabilidade
Fire Emblem: Rekka no Ken é um jogo de estratégia/RPG. O jogo desenrola-se em mapas nos quais tem-se por objectivo ou erradicar a equipa inimiga ou o seu líder, ou então conquistar um castelo ou trono.
Joga-se por turnos, onde o jogador (de cor azul) é o primeiro a jogar, depois os inimigos (de cor vermelha) e por fim as unidades neutras (verdes). O mapa está dividido em quadrados, os quais não estão divididos na visão normal, mas, ao selecionar uma unidade para a mover, os quadrados nos quais a unidade pode se movimentar aparecem a azul. Existem várias condicionantes estratégicas.

### Suporte de personagens
O Suporte de Personagens (Character Support), é a relação que as personagens têm entre si, que, na batalha, os tornam mais fortes quando subjacentes um ao outro. A classificação da relação vai de C a A. Cabe ao jogador cultivar as relações entre as personagens durante a batalha, mantendo as unidades subjacentes e mandano-as conversar entre si quando possível, aumentando assim o nível da relação. Cada personagem tem apenas 5 conversas de suporte possíveis, podendo, no máximo, ter uma relação A e uma B. Para se saber com que personagens uma personagem pode ter relações de suporte com, é necessário ter-se a Adivinha ou o Nils, os quais mostram o menu de Suporte de Personagens no menu antes do início de uma batalha.

## Lançamento
Fire Emblem foi anunciado no começo de 2003, sendo o segundo jogo da série para Game Boy Advance.